# Romanización Yale
Las romanizaciones Yale son cuatro sistemas creados en la Universidad Yale para la romanización de los idiomas chino mandarín, chino cantonés, coreano y japonés. La romanización Yale para el chino mandarín fue creada durante la Segunda Guerra Mundial para el uso del personal del Ejército de los Estados Unidos, mientras que el resto de las romanizaciones para los otros tres idiomas fueron creadas después, en la década de los años 1960 y 1970.

## Chino mandarín
La romanización Yale para el idioma chino mandarín fue desarrollada en 1943 por George Kennedy para ayudar a preparar a los soldados estadounidenses para comunicarse con sus aliados chinos en el campo de batalla. En lugar de tratar de enseñar a los reclutas a interpretar la romanización estándar de la época, el sistema Wade-Giles, un nuevo sistema fue inventado que utilizó las habilidades de decodificación que los reclutas podrían saber debido a haber aprendido a leer el idioma inglés. De esta forma los reclutas podrían utilizar las convenciones inglesas de pronunciación para representar los sonidos del idioma mandarín. Esto evitó los problemas principales que el sistema Wade-Giles presentaba para los estudiantes que no se habían iniciado en él o los presentadores de noticias que trataran de obtener el nombre correcto de alguien en un foro público porque este sistema no utilizaba el "signo de respiración (aspiración) profunda", el cual distingue sonidos como jee o chee. En el sistema Wade-Giles, el primero de los sonidos sería escrito chi y el segundo sería ch'i. En la romanización Yale, éstos serían escritos ji y chi. 
El sistema Yale además evita las dificultades que tendrían los principiantes tratando de leer la romanización pinyin, el cual utiliza ciertas letras romanas y combinaciones de letras de tal forma que no tendrían los valores que se esperan. Por ejemplo, la q en pinyin es pronunciada como la ch en "charco" y es escrita como ch en la romanización Yale. Xi en pinyin es pronunciado como la sh en "shampoo", pero en la romanización Yale es escrito como syi. Zhi suena como ger en la palabra inglesa German, en pinyin y es escrito como jr en la romanización Yale. Por ejemplo: en Wade-Giles, «conocimiento» (en chino simplificado, 知识) se escribe chih-shih; en pinyin, zhishi; pero en la romanización Yale es escrito como jr-shr.
El sistema de romanización Yale para el mandarín fue utilizado ampliamente en libros de texto occidentales hasta finales de los años 1970; de hecho, durante lo largo de la Guerra Fría, preferir el sistema "comunista" pinyin sobre la romanización Yale era algo de envergadura política. La situación fue revertida una vez que las relaciones entre la República Popular China y el Occidente mejoraron. La China comunista (RPCh) se convirtió en miembro de las Naciones Unidas en 1971, reemplazando a la China nacionalista (RDC). Por el año de 1979, gran parte del mundo adoptó en pinyin como la romanización estándar para los nombres geográficos chinos. En 1982, el piyin se convirtió en un estándar ISO. El interés en el sistema de romanización Yale para el mandarín decayó rápidamente después de esto.

## Chino cantonés
En contraste con el sistema de romanización Yale del mandarín, el sistema para el cantonés es aún utilizado ampliamente en libros y diccionarios de cantonés, especialmente para aprendices extranjeros. Desarrollado por Parker Po-fei Huang y Gerald P. Kok y publicado en 1970, comparte similitudes con el Hanyu Pinyin en que las consonantes sordas y no aspiradas son representadas como b en el sistema Yale, mientras su contraparte aspirada [pʰ] es representada como p. En Hong Kong, mucha gente utiliza el Pinyin cantonés y el Jyutping debido a que estos sistemas están más localizados en la población de Hong Kong.

### Iniciales
| b [p]   | p [pʰ]   | m [m]  | f [f] |       |
| d [t]   | t [tʰ]   | n [n]  |       | l [l] |
| g [k]   | k [kʰ]   | ng [ŋ] | h [h] |       |
| gw [kw] | kw [kʰw] |        |       | w [w] |
| j [ts]  | ch [tsʰ] |        | s [s] | y [j] |

### Finales
| a [a]  | aai [ai] | aau [au] | aam [am] | aan [an] | aang [aŋ] | aap [ap] | aat [at] | aak [ak] |
|        | ai [ɐi]  | au [ɐu]  | am [ɐm]  | an [ɐn]  | ang [ɐŋ]  | ap [ɐp]  | at [ɐt]  | ak [ɐk]  |
| e [ɛ]  | ei [ei]  |          |          |          | eng [ɛŋ]  |          |          | ek [ɛk]  |
| i [i]  |          | iu [iu]  | im [im]  | in [in]  | ing [ɪŋ]  | ip [ip]  | it [it]  | ik [ɪk]  |
| o [ɔ]  | oi [ɔi]  | ou [ou]  |          | on [ɔn]  | ong [ɔŋ]  |          | ot [ɔt]  | ok [ɔk]  |
| u [u]  | ui [ui]  |          |          | un [un]  | ung [ʊŋ]  |          | ut [ut]  | uk [ʊk]  |
| eu [œ] |          | eui [ɵy] |          | eun [ɵn] | eung [œŋ] |          | eut [ɵt] | euk [œk] |
| yu [y] |          |          |          | yun [yn] |           |          | yut [yt] |          |
|        |          |          | m [m̩]    |          | ng [ŋ̩]    |          |          |          |

- Los finales m y ng sólo pueden ser utilizados como sílabas nasales independientes.

### Tonos
Históricamente, existen siete tonos fonéticamente distintos en el cantonés de Guangzhou. La romanización Yale del cantonés representa estos tonos utilizando marcas de tono y la letra h, como se muestra en la siguiente tabla:
| Número | Descripción        | Representación Yale | Representación Yale | Representación Yale |
| ------ | ------------------ | ------------------- | ------------------- | ------------------- |
| 1      | alto-plano         | sī                  | sīn                 | sīk                 |
| 1      | alto-descendiente  | sì                  | sìn                 |                     |
| 2      | medio-descendiente | sí                  | sín                 |                     |
| 3      | medio-plano        | si                  | sin                 | sik                 |
| 4      | bajo-descendiente  | sìh                 | sìhn                |                     |
| 5      | bajo-ascendiente   | síh                 | síhn                |                     |
| 6      | bajo-plano         | sih                 | sihn                | sihk                |

- Los tonos además pueden ser escritos utilizando el número del tono en vez de la marca del tono y la letra h.
- El cantonés estándar moderno posee solamente seis tonos, uniendo el tono alto-plano con el tono alto-descendiente. Por lo tanto, estos son representados con el mismo número de tono.
- La lingüística del chino tradicional trata los tonos en sílabas terminando con una consonante de pausa como tonos de entrada separados. La romanización Yale para el cantonés sigue las convenciones lingüísticas modernas al tratar a estos como los tonos 1, 3 y 6, respectivamente.

### Ejemplos
| Tradicional | Simplificado | Romanización utilizando marcas de tono | Romanización utilizando números |
| ----------- | ------------ | -------------------------------------- | ------------------------------- |
| 廣州話      | 广州话       | gwóng jàu wá                           | gwong2 jau1 wa2                 |
| 粵語        | 粤语         | yuht yúh                               | yut6 yu5                        |
| 你好        | 你好         | néih hóu                               | nei5 hou2                       |

## Coreano
La romanización Yale para el coreano fue desarrollado por Samuel Elmo Martin y sus colegas en la Universidad Yale casi media década después del McCune-Reischauer, y aún es utilizado en la actualidad, aunque principalmente por lingüistas, entre los cuales se ha convertido en la romanización estandarizada para el idioma. El sistema Yale pone principal énfasis en mostrar la estructura morfofonémica de una palabra. Esto lo distingue de los otros dos sistemas ampliamente utilizados para romanizar el coreano, la romanización revisada y el sistema Mc-Cune Reischauer. Estos dos usualmente proporcionan la pronunciación para una palabra entera, pero los elementos morfofonémicos que actúan en dicha pronunciación a menudo pueden no ser recuperados de la romanización, la cual no la hace adecuada para un uso lingüístico. En términos de contenido morfofonémico, el enfoque del sistema Yale puede ser comparado a la ortografía norcoreana conocida como Chosŏnŏ sin ch'ŏljabŏp (en hancha, 朝鮮語新綴字法).
La romanización Yale representa cada elemento mofofonémico (que en la mayoría de los casos corresponde a una jamo) por la misma letra romana, irrelevante de su contexto, con las excepciones notables de ㅜ (RR u) y ㅡ (RR eu) las cuales son romanizadas en el sistema Yale como u después de una consonante bilabial debido a que no existe una distinción audible entre las dos en el habla de muchos hablantes nativos, y del dígrafo wu que representa a ㅜ (RR u) en todos los otros contextos.

### Vocales
| ㅏ  | ㅓ  | ㅗ | ㅜ   | ㅡ | ㅣ |
| --- | --- | -- | ---- | -- | -- |
| a   | e   | o  | u/wu | u  | i  |
| ㅐ  | ㅔ  | ㅚ | ㅟ   |    |    |
| ay  | ey  | oy | wi   |    |    |
| ㅑ  | ㅕ  | ㅛ | ㅠ   |    |    |
| ya  | ye  | yo | yu   |    |    |
| ㅒ  | ㅖ  |    |      |    |    |
| yay | yey |    |      |    |    |
| ㅘ  | ㅙ  | ㅝ | ㅞ   | ㅢ |    |
| wa  | way | we | wey  | uy |    |

### Consonantes
| ㄱ | ㄲ | ㅋ | ㄷ | ㄸ | ㅌ | ㅂ | ㅃ | ㅍ |    |
| -- | -- | -- | -- | -- | -- | -- | -- | -- | -- |
| k  | kk | kh | t  | tt | th | p  | pp | ph |    |
| ㅈ | ㅉ | ㅊ | ㅅ | ㅆ | ㅎ | ㄴ | ㅁ | ㅇ | ㄹ |
| c  | cc | ch | s  | ss | h  | n  | m  | ng | l  |

La letra q indica que la consonante anterior es doble lo cual no se muestra en la pronunciación en hangul:
- 할 일 halq il /hallil/
- 할 것 halq kes /halkket/
- 글자 kulqca /kulcca/

En caso de que ciertas combinaciones de letras puedan tener significados ambiguos, un punto indica el rompimiento de dichas sílabas. Además es utilizado para otros propósitos como indicar un cambio de sonido.
- 늙은 nulk.un frente a nulkun
- 같이 kath.i frente a kathi

Un macron sobre una vocal indica que, en forma antigua o en un dialecto, esta vocal es pronunciada como vocal larga:
- 말 māl "palabra"
- 말 mal "caballo"